# Fletxa d'Émeraude
La Fletxa d'Émeraude era una cursa ciclista d'un sol dia que es disputa pels voltants de Saint-Malo, a la Bretanya. La primera edició es disputà el 2011, sent vàlida pel calendari de l'UCI Europe Tour, amb una categoria 1.1, i de la Copa de França de ciclisme. La cursa era organitzada per la Maison du cyclisme de Rennes.

## Palmarès
| Any  | Vencedor        | Segon          | Tercer            |
| ---- | --------------- | -------------- | ----------------- |
| 2011 | Tony Gallopin   | Jure Kocjan    | Francesco Ginanni |
| 2012 | Roberto Ferrari | Nacer Bouhanni | Jimmy Engoulvent  |